# Prefix SI
Prefixele cu ajutorul cărora se formează multiplii și submultiplii unităților de măsură din Sistemul internațional de unități (SI) sunt:
| Prefix | Simbol | Factor          | Anul adoptării | Etimologie                                                    |
| ------ | ------ | --------------- | -------------- | ------------------------------------------------------------- |
| yotta  | Y      | 1024            | 1991           | greacă ὀκτώ (októ) = opt, deoarece prefixul înseamnă 10008    |
| zetta  | Z      | 1021            | 1991           | latină septem = șapte, de la 10007                            |
| exa    | E      | 1018            | 1975           | greacă ἕξ = șase (ca și hexa), de la 10006                    |
| peta   | P      | 1015            | 1975           | greacă πέντε = cinci (ca și penta), de la 10005               |
| tera   | T      | 1012            | 1960           | greacă τέρας = monstru. De asemenea, seamănă cu τετρα = patru |
| giga   | G      | 109             | 1960           | greacă γίγας = uriaș, gigant                                  |
| mega   | M      | 106 (un milion) | 1960           | greacă μέγας = mare                                           |
| kilo   | k      | 103 (o mie)     | 1795           | greacă χίλιοι = o mie                                         |
| hecto  | h      | 102 (o sută)    | 1795           | greacă ἑκατόν (hekaton) = o sută                              |
| deca   | da     | 101 (zece)      | 1795           | greacă δέκα = zece                                            |
|        |        | 1               |                |                                                               |
| deci   | d      | 10-1 = 0,1      | 1795           | latină decimus = zecime                                       |
| centi  | c      | 10-2 = 0,01     | 1795           | latină centum = o sută                                        |
| mili   | m      | 10-3 = 0,001    | 1795           | latină mille = o mie                                          |
| micro  | μ      | 10-6            | 1960           | greacă μικρός = mic                                           |
| nano   | n      | 10-9            | 1960           | greacă νᾶνος = pitic                                          |
| pico   | p      | 10-12           | 1960           | italiană piccolo = mic                                        |
| femto  | f      | 10-15           | 1964           | daneză femten = cincisprezece                                 |
| atto   | a      | 10-18           | 1964           | daneză atten = optsprezece                                    |
| zepto  | z      | 10-21           | 1991           | latină septem = șapte, de la 1000-7                           |
| yocto  | y      | 10-24           | 1991           | greacă ὀκτώ (októ) = opt, de la 1000-8                        |

Note:
1. Simbolurile prefixelor submultiplilor se scriu cu litere mici. Simbolurile prefixelor multiplilor se scriu cu majuscule, cu excepția lui deca (da), hecto (h) și kilo (k). Simbolul pentru deca (da) este singurul format din două litere.
2. Uneori acolo unde nu sunt disponibile literele grecești, simbolul μ al prefixului "micro" se înlocuiește la scriere cu un „u”, cu care se aseamănă grafic destul de bine. Aceasta nu constituie însă un standard.

## Reguli de utilizare
- Prefixele se scriu cu literă mică (afară de cazul când sunt la început de propoziție), lipite de numele unității (fără spațiu sau linie de unire): micrometru, miliamper, gigahertz.
- Simbolul multiplului sau submultiplului se formează prin lipirea, fără spațiu, a simbolului prefixului de simbolul unității: μm, mA, GHz. Întreg simbolul se scrie cu litere drepte, indiferent de context.
- Pentru multiplii și submultiplii kilogramului, regulile se aplică ca și când unitatea de bază ar fi gramul: 1.000 kg=1 Mg; 0,1 kg=1 hg; 0,001 g=1 mg.
- Nu este permisă utilizarea unui prefix singur, fără numele unității la care se referă.
- Nu este permisă utilizarea mai multor prefixe pe aceeași unitate.
- În expresii unde unitățile sunt înmulțite, împărțite sau ridicate la putere, operația se aplică asupra unității formate cu prefix, nu asupra unității simple:

1 km²=1 (km)²=1×(1.000 m)²=1.000.000 m²
- Prefixele se pot utiliza cu unități din afara SI dar acceptate pentru utilizare împreună cu SI. Totuși ele nu se utilizează cu unitățile de timp minut (min), oră (h) și zi (d).

## Prefixele binare
În contextul calculatoarelor electronice s-a răspândit utilizarea prefixelor SI pentru valori modificate: kilo = 210 = 1.024 (și nu 1.000), mega = 220 (și nu 106) etc. Această utilizare greșită este dezaprobată oficial și de către BIPM. În 1998 comisia de normare "International Electrotechnical Commission" (IEC) cu sediul la Geneva în Elveția a adoptat drept "IEC International Standard" o listă de prefixe pentru multiplii formați din puterile lui 2, bazate pe prefixele SI. Prefixele IEC se formează din prima silabă a prefixului SI urmată de silaba bi, iar simbolurile se formează din simbolul SI (doar o excepție: „K” în loc de „k” pentru kilo), urmat de litera „i”.
Prefixele binare ale IEC (care strict vorbind nu fac parte din SI) sunt:
| Prefix | Simbol | Factor              |
| ------ | ------ | ------------------- |
| kibi   | Ki     | 210 = 1.024         |
| mebi   | Mi     | 220 = 1.048.576     |
| gibi   | Gi     | 230 = 1.073.741.824 |
| tebi   | Ti     | 240 = 1,100 · 1012  |
| pebi   | Pi     | 250 = 1,126 · 1015  |
| exbi   | Ei     | 260 = 1,153 · 1018  |
| zebi   | Zi     | 270 = 1,181 · 1021  |